# Friedrich von Münch (Gutsbesitzer, 1788)
Freiherr Friedrich von Münch (* 15. September 1788 in Augsburg; † 8. August 1856) war ein deutscher Rittergutsbesitzer und Unternehmer. Er war königlich bayerischer Kammerherr und Herr auf Mühringen, Schloss Filseck und Schloss Aystetten.

## Biographie

### Familie
Friedrich (I.) von Münch war ein Sohn des Freiherrn Christian (III.) von Münch und seiner Ehefrau Johanna Barbara Jakobina, geb. von Rauner. Er heiratete am 29. Januar 1824 Wilhelmine Auguste Amalie, geb. Freiin Schertel von Burtenbach, eine Tochter des fürstlich Thurn und Taxis´schen Jagdjunkers Christian Albrecht Schertel von Burtenbach und dessen Ehefrau Franziska Wilhelmina Juliana, geb. von Troyff. Der Sohn Carl Wilhelm Friedrich (II.) von Münch und die Tochter Caroline von Münch überlebten den Vater.
Zum Gedächtnis an seinen am 6. September 1828 geborenen und am 17. September 1851 verstorbenen ältesten Sohn Christian Friedrich August von Münch ließ das Ehepaar Münch im Park des Schlosses Filseck eine Gedenkstele aufstellen, die nach der Zerstörung des Schlosses durch einen Brand in Göppingen gesichert wurde, nach einer Restaurierung der Schlossanlage und Neuanlage des Schlossparks dort 2016 wieder aufgestellt wurde.

### Offizier
Münch trat während der Befreiungskriege als Freiwilliger ins bayerische Militär ein und diente im Jahr 1815 als Unterleutnant im 1. Königlich bayerischen Husarenregiment. Er wurde im Folgejahr zum Königlich bayerischen Regiment Garde du Corps versetzt. Im Jahr 1820 wurde ihm der ersuchte Abschied vom Regiment erteilt. Später hatte er bei der Landwehr die Position eines Major des II. Bataillons Göggingen inne.

### Gutsbesitzer und Unternehmer
Münch wohnte auf den von seinem Vater ererbten Schlössern Hohenmühringen und Aystetten, hielt sich aber auch häufig in Augsburg auf.
Er beschäftigte sich mit der Verwaltung seines Grundbesitzes in Mühringen mit Dommelsberg, Dürrenhardt, Egelstall, Mühlen, Wiesenstetten, ferner in Filseck, Gündringen, sowie Aystetten mit Neusäß.
Daneben verfolgte er den Fortschritt der Industrialisierung in Augsburg und nahm interessante Kapitalanlagen vor. Dabei profitierte er von seinen familiären Beziehungen zum Augsburger Wirtschaftsbürgertum. Als im Jahr 1837 die Mechanische Baumwoll-Spinnerei und Weberei Augsburg gegründet wurde, war er unter den 47 Aktionären, die eine Mindesteinlage von 5000 Gulden investierten. Die Anleger waren zu einem großen Teil Augsburger Bankiers und deren nahe Verwandte. Münch war bis 1851 Ausschussmitglied der sich in den Folgejahren als äußerst profitabel erweisenden Gesellschaft. Acht Jahre nach der Gründung der Mechanische Baumwoll-Spinnerei und Weberei Augsburg wurde die Augsburger Kammgarnspinnerei in eine Aktiengesellschaft umgewandelt. Auch in diesem Fall stammten die Zeichner aus dem familiären Umfeld des Bankiers Ferdinand Benedikt Schaezler. Erneut war auch Münch unter den Aktionären.
Münch wurde von seinem einzigen noch lebenden Sohn Carl Wilhelm Friedrich (II.) von Münch beerbt.